# Xyris aquatica
Xyris aquatica är en gräsväxtart som beskrevs av Idrobo och Lyman Bradford Smith. Xyris aquatica ingår i släktet Xyris och familjen Xyridaceae. Inga underarter finns listade i Catalogue of Life.